# Václav Baumann
Václav Baumann (24. srpna 1918, Jaroměř – 24. dubna 1989 Praha) byl československý letec v RAF.

## Život

### Dospívání
Narodil se 24. srpna 1918 v Jaroměři manželům Janu Leopoldu (* 20. října 1896, Velké Meziříčí) a Marii roz. Malé (* 25. března 1897, Plotiště nad Labem) Baumannovým. Dětství a mládí však prožil v Holicích, kam se s rodiči přestěhoval. Nejdříve bydleli v Udržalově ulici č.p. 526 (později Smetanova, pak se část stala ulicí kpt. Jaroše a její část je v současnosti ulicí mjr. Baumanna) a později v Pardubické ulici č.p. 481. V roce 1923 se Baumannovým narodila ještě dcera Alena.

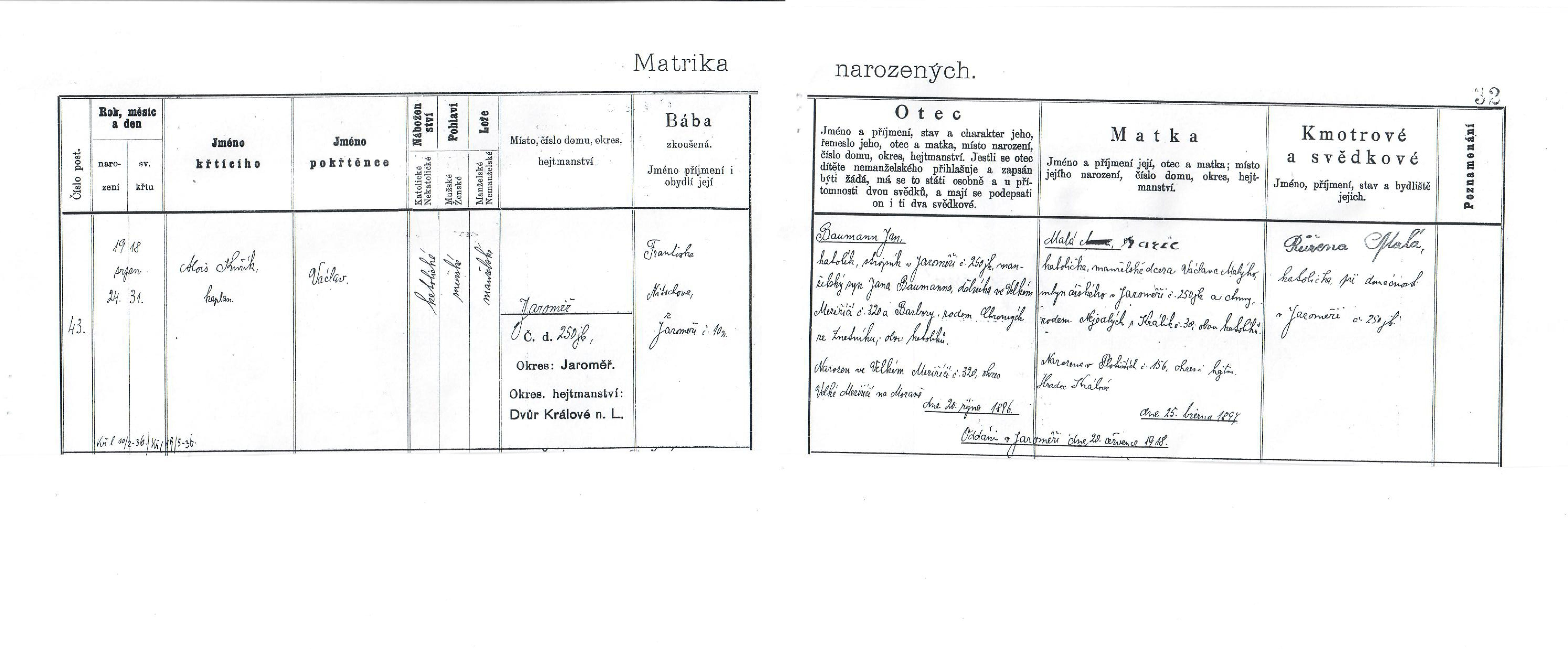
Kopie matriční knihy - záznam o narození

Obecnou školu absolvoval v Holicích, měšťanku pak v Pardubicích. Po jejím ukončení se Václav vyučil autoelektrikářem u firmy Beránek v Pardubicích. Brzy však podlehl kouzlu leteckých motorů a již v době učení se stal členem Východočeského aeroklubu v Pardubicích, kde také začal létat a prodělal pilotní výcvik. Po skončení učení a složení zkoušek ve VAPu se v osmnácti letech dobrovolně přihlásil na vojnu v rámci akce 1000 pilotů republice. Psal se totiž rok 1936, atmosféra v Evropě houstla – všichni se připravovali na předpokládaný válečný konflikt. Václav Baumann byl 1. října 1936 po lékařských testech přijat a nastoupil do školy leteckého dorostu vojenského leteckého učiliště v Prostějově – oddíl pilotů. Po absolvování elementární a pokračovací pilotní školy prodělal na závěr i stíhací výcvik. Po vyřazení ze školy nastoupil 1. června 1938 u 4. leteckého pluku na letišti Praha-Kbely, kde sloužil jako pilot až do Mnichovských událostí, kdy byl po německém záboru Sudet demobilizován. Po návratu z armády pracoval v pražské Avii.

### Emigrace
Mezníkem v jeho životě se stal 15. březen roku 1939 – den, kdy Němci obsadili zbytek Československé republiky. Věren své přísaze se rozhodl opustit republiku a dát se do služeb zahraničnímu odboji. V květnu 1939 dostal od Svazu letců v Praze pokyny, aby přešel česko-polskou hranici obvyklou trasou přes Jablunkovský průsmyk. Marně však 20. května čekal na průvodce, který jej měl přes hranici převést. Vrátil se tedy domů a obrátil se do Prahy pro nové instrukce. Ty obdržel společně s Josefem Koukalem – bývalým pilotem Mrázovy továrny v Chocni – a pilotem Havlíčkem z Prahy. Společně pak překročili za pomoci českého finančního úředníka hranici s Polskem mezi Ostravou a Bohumínem. Stalo se tak 14. srpna 1939. V polském Bohumíně se přihlásili polským úřadům a byli transportování do Frynštátu a odtud (stále ještě 14. srpna) dále do Krakova, kde byli prezentováni u Východní skupiny československé armády, Baumann v hodnosti svobodníka.
Ubytováni byli, tak jako všichni českoslovenští uprchlíci, ve vojenském táboře v Malých Bronowicích. Zde setrvávali v nečinnosti společně s asi dalšími třemi sty spolubojovníky a zde je také zastihl začátek druhé světové války. Pro rychlý vývoj válečných událostí se již Baumann nestihl zapojit do bojů v Polsku, ba právě naopak. S československou vojenskou jednotkou, vedenou Kpt. Divokým, ustupoval před Němci směrem na Lvov. Šli pěšky, neboť železnice již byly rozbity německým letectvem. Za deset dní došli do Lvova, odtud pokračovali dál do Baranovic a pak podél sovětských hranic, až se 19. října dostali do Rumunska, kam jich dorazila pouze polovina z původního počtu, protože druhá polovina přešla do Sovětského svazu. Za devatenáct dní ušli 350 kilometrů (za poslední dva 95 km). Pro nedobrovolné překročení hranic byli rumunskými pohraničníky zadrženi a tři týdny internováni. Po čtrnácti dnech získali francouzské pasy, rumunské úřady je však přesto nechtěly propustit. Považovaly je totiž za válečné zajatce. Proto se Čechoslováci rozhodli pro hromadný útěk. Ze 120 uprchlíků jich však byla polovina chycena, byl mezi nimi i Baumann. Po intervenci francouzských úřadů, které viděly v československých vojácích posilu v boji s Německem, však byli i oni propuštěni a odvezeni do Bukurešti a odtud do přístavu Constance. Zde se jich ujal vysoký český úředník a s jeho pomocí a francouzským pasem odjeli 26. října 1939 lodí do Istanbulu. Jejich další cesta vedla do řeckých Athén, egyptské Alexandrie, přes palestinskou Haifu do Bejrútu, kde je očekával československý konzul. Po nezbytných formalitách – odvodu a lékařské prohlídce – vypluli českoslovenští vojáci, teď již ve službách Francouzské republiky, do Francie. A tak Baumann vyplul 11. listopadu 1939 na palubě lodi Maršál Foche do francouzského přístavního města Marseille.

### Ve Francii
Z Marseille odjel Václav Baumann do Agde, kde byl 13. listopadu prezentován u Náhradního tělesa československého vojska a ještě týž den byl vtělen k 1. pěšímu pluku. Českoslovenští vojáci byli ubytováni v táboře na východním okraji Agde. Tábor sám byl původně určen pro španělské republikánské uprchlíky a byl ve velmi špatném stavu. Tvořilo jej několik primitivních dřevěných baráků a nebyl ani vybaven základními hygienickými zařízeními. Sám generál Ingr ve vzpomínkách přiznává:
„První branci přijeli do tábora, který nebyl upraven pro ubytování vojska a nacházel se v nevlídném kraji sužovaném moskyty, nepříjemným mistralem a nedostatkem pitné vody. První dojmy nebyly tehdy nejlepší a nedostatky všeho druhu v táboře, který se teprve nakvap začínal upravovat, nejenže nemohly první špatné dojmy setřít, nýbrž je zesilovaly. Zejména, když k tomu přistupovalo zpočátku pro většinu nezvyklé stravování, špatná výstroj a nedostatečná výzbroj.“

14. listopadu se v Marseille podrobil novému odvodu a dle „Odvodního (presentačního) lístku F 187“ je „zdráv, služby schopen“, má „zvláštní voj. výcvik a druh – pilot“ a „nastoupil činnou službu voj. a presentován u náhr. tělesa dne 16. list. 1939“. V Agde pak prodělal pěchotní výcvik. Stále se však cítil být především letcem a proto byl na vlastní žádost 15. prosince 1939 přemístěn k letecké skupině, kde však pro nedostatek leteckého materiálu prodělával nadále pouze pěchotní výcvik. 15. února 1940 byl rozkazem velitelství povýšen na desátníka.

### Útěk do Spojeného království
10. května 1940 v 5:35 hodin ráno zahájil Wehrmacht západní tažení. Na útok muselo reagovat i francouzské velení, které se dosud příliš nesnažilo zapojit československé vojáky do válečného dění. A tak byl Baumann 6. června převelen na letiště Mérignac do Bordeaux, kde bylo 15. dubna zřízeno doplňovací středisko československého letectva – „Depot de Guerre“. Francie se však již hroutila a nemohl ji pomoci ani Baumann. Teď bylo pro něj i pro ostatní československé vojáky nejdůležitější opustit co nejdříve Francii. Zle by se jim vedlo, kdyby padli Němcům do rukou. Ti je totiž považovali, coby příslušníky Protektorátu Čechy a Morava, za říšské občany a jejich konání by bylo posouzeno jako dezerce a velezrada. Baumann měl tentokrát štěstí. Pod velením majora Hesse odplul 19. června na malém parníku společně s dvěma sty Čechy a stem Slováků do Anglie. Na lodi se poprvé a naposledy setkal s letcem Oldřichem Tošovským z Ostřetína, který později sloužil u 311. československé bombardovací peruti. Po čtyřdenní plavbě vystoupil 23. června 1940 na molo anglického přístavu Falmouth. Začíná jeho anglická anabáze – anabáze stíhacího pilota.
Jako většina československých vojáků byl i on umístěn ve stanovém táboře v Cholmondeley u Chestru. Zde byl 1. července povýšen do československé hodnosti četař a 2. srpna, po složení přísahy britskému králi Jiřímu VI., byl pod evidenčním číslem 787651 přijat do RAF jako AC2 (vojín – nováček) a obdržel anglickou uniformu. 18. září byl povýšen do anglické hodnosti Sgt. (Sergeant – ekvivalent českého četaře) a přiznán mu status „Pilot“.)
Aby se naučili anglicky, absolvovali naši vojáci dvou až tříměsíční kurzy angličtiny, a až poté byli přidělováni k letecké službě. Měl výborný prospěch v letecké terminologii, a protože byl i dobrým letcem, stal se pilotem o něco dříve, než jeho kolegové. 27. září byl převelen k 12. OTU na letiště Benson u Oxfordu k dokončení výcviku. 25. listopadu se konečně dočkal. Byl převelen k 245. stíhací peruti „Northern Rhodesia“, kódová písmena DX, do Severního Irska. Spolu s ním odjížděli vlakem z Oxfordu do skotského přístavu Port Patrik a odtud lodí do Belfastu Karel Čáp a Leopold Šrom. Jejich další cesta vedla dodávkou na letiště jejich nové perutě – na základnu RAF Aldergrove v hrabství Antrim. Když se Češi druhý den při obědě sešli v poddůstojnické jídelně s ostatními piloty, museli odpovídat na spoustu otázek: u kterého moře leží Československo, kolik má válečných lodí, kolik kolonií. Baumann je naopak zkusil se Smetanou a Dvořákem, ale také on nepochodil. Angličané pak Čechům vysvětlili, v čem bude jejich služba spočívat, provedli nové kolegy po základně, nahlédli do hangárů a první den „Čížků“ (tak Angličané Čechům přezdívali) skončil. Toho večera Station Warrant Officer (staniční rotmistr, ekvivalent české hodnosti výkonného praporčíka) zapsal do stavu nová jména: „Dne 27. 11. 1940 se u perutě prezentovali tři noví piloti, Czech Sgt. Václav Baumann, Sgt. Karel Cap, Sgt. Leopold Srom“.

### 245. stíhací peruť
245. stíhací peruť měla za úkol provádět vzdušnou ochranu Belfastu a patroly nad konvoji. Vyzbrojena byla do srpna roku 1941 letadly Hawker Hurricane Mk. I, od srpna pak typem Mk. II B. Jejími veliteli byli S/Ldr. Eric W. Whitley, DFC (listopad 1939 – prosinec 1940), S/Ldr. John W. C. Simpson, DFC (prosinec 1940 – červen 1941) a S/Ldr. William F. Blackadder, DSOg (červen 1941 – červenec 1942). Postupně sídlila na letištích Ballyhalbert v hrabství Down, Chilbolton v hrabství Hampshire, Warmwell v hrabství Dorset a Middle Wallop v hrabství Hampshire. Vzhledem k specifickým úkolům perutě trvalo ještě tři týdny, než byl Baumann spolu s kolegy zařazen do operačního létání. Během těchto tří týdnů do úmoru cvičili, aby se dokonale sžili se svým strojem i spolubojovníky. A tak až 19. prosince 1940 vzlétl „Čížek“ Baumann na svoji první „Dusk Patrol“ (první noční hlídka, při níž letouny startovaly za soumraku). A pak se již střídaly patroly nad Belfastem a dalšími městy se strážní službou nad konvoji. Let trval obvykle dvě hodiny a letouny doprovázely konvoje do vzdálenosti 100 až 120 kilometrů od pevniny, kde je přebírala vícemotorová letadla. Jejich úkolem bylo chránit konvoje před německými leteckými a ponorkovými útoky a především před průzkumnými letadly, aby se nepřítel nedozvěděl o pohybu konvoje. Služba to byla většinou jednotvárná bez velkého vzrušení. Během ní byl Václav Baumann 1. března 1941 povýšen do československé hodnosti rotný.
10. května 1941 se dostal do prvního leteckého kontaktu s nepřítelem. Společně se Šromem po poplachu narazili na osamělý Messerschmitt Bf 110. Těsně před jeho sestřelením byli však z nepochopitelných důvodů z mise odvoláni. Až později vyšlo najevo, že „mesouna“ pilotoval Rudolf Hess, který z dodnes ne zcela jasně vysvětlených důvodů přeletěl z Německa do Velké Británie a nad Skotskem vyskočil padákem. A tak se mohli, kdyby nebylo onoho osudného odvolání, stát Baumann se Šromem těmi, kteří sestřelili Hesse. Možná, že i na základě této události byl 1. července 1941 vyznamenán Československou medailí Za chrabrost před nepřítelem.
Československé a anglické vojenské hodnosti se u jednotlivých vojáků ne vždy shodovaly. Rozhodující byla hodnost RAF, protože českoslovenští letci ve Velké Británii podléhali výhradně nadřízenému velitelství RAF a jejich československé hodnosti jen málo ovlivňovaly funkční zařazení toho či onoho jednotlivce. Podle svých schopností a dosahovaných výsledků pak byli povyšování do vyšších anglických hodností. Tak se mohlo stát, že někdy docházelo k diametrálním rozdílům mezi československou a britskou hodností. Nejinak tomu bylo i u Baumanna. 1. září 1941 byl povýšen do anglické hodnosti F/Sgt. (Flight Sergeant – ekvivalent československé hodnsoti rotný). Téměř vzápětí byl československým velením u příležitosti vzniku samostatného československého státu povýšen 28. října do hodnosti rotmistra letectva v záloze.

### 501. stíhací peruť

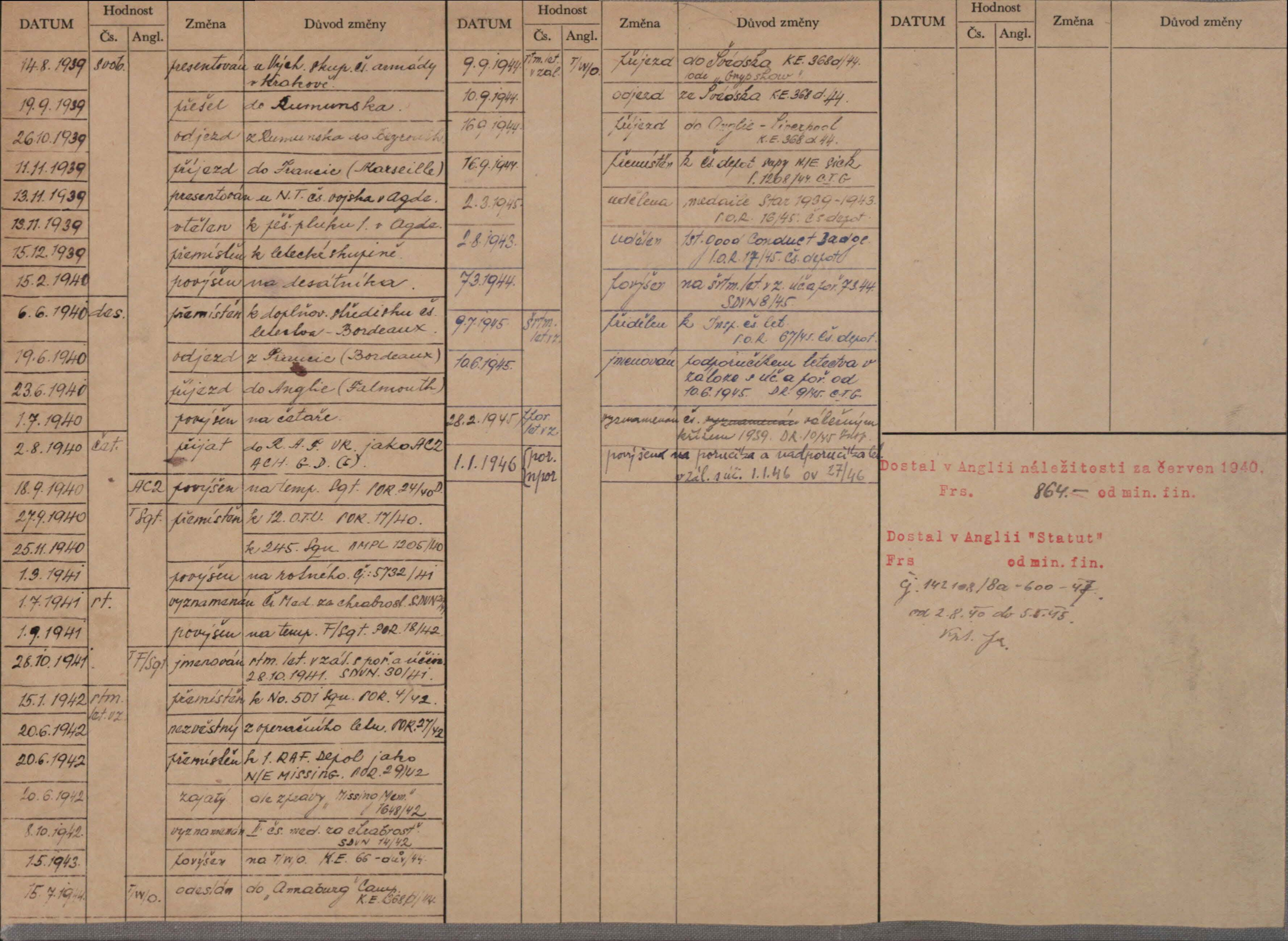
Druhá strana letecké karty

15. ledna 1942 byl převelen k 501. stíhací peruti „Country of Gloucester“, kódová písmena SD, na letiště v Ibsley v hrabství Hampshire v jižní Anglii. Ta byla vyzbrojena letadly Supermarine Spitfire Mk. VB a jejím velitelem byl S/Ldr. Christopher F. „Bunny“ Currant, DFC (srpen 1941 – červen 1942), později S/Ldr. John W. „Pancho“ Villa, DFC (červen 1942 – září 1942). Peruť měla za úkol chránit jižní pobřeží Anglie, provádět přímé útoky na francouzské pobřeží, na německá letiště a radiové stanice. Rovněž útočila na německé cisternové lodě v prostoru Cherbourgu. Při jedné z mnoha těchto misí byla 24. dubna 1942 jeho letka nad Francií napadena německými letouny Focke-Wulf Fw 190 v prostoru St. Omer. Baumannův Spitfire byl zasažen a německá střela mu vytrhla z křídla jeden metr čtvereční nosné plochy. Podařilo se mu však dostat se i s takto poškozeným letadlem nad Anglii a za velkých potíží přistát na předsunutém anglickém letišti.

Vše si vynahradil 30. dubna 1942, kdy se dočkal svého prvního vítězství. Nad Kanálem se u Southamptonu se svým Spitfirem VB W3768 SD– střetl s německou stíhačkou Messerschmitt Bf 109 a po patnáctivteřinovém boji ji sestřelil. První vítězství pak večer v poddůstojnické jídelně se svými kolegy řádně oslavil. Brzy se dočkal dalšího vítězství. V květnu se zúčastnil náletu na německé nákladní lodi a podařilo se mu zasáhnout a zapálit dvě cisternové lodě, z nichž se jedna následkem výbuchu v několika okamžicích potopila.

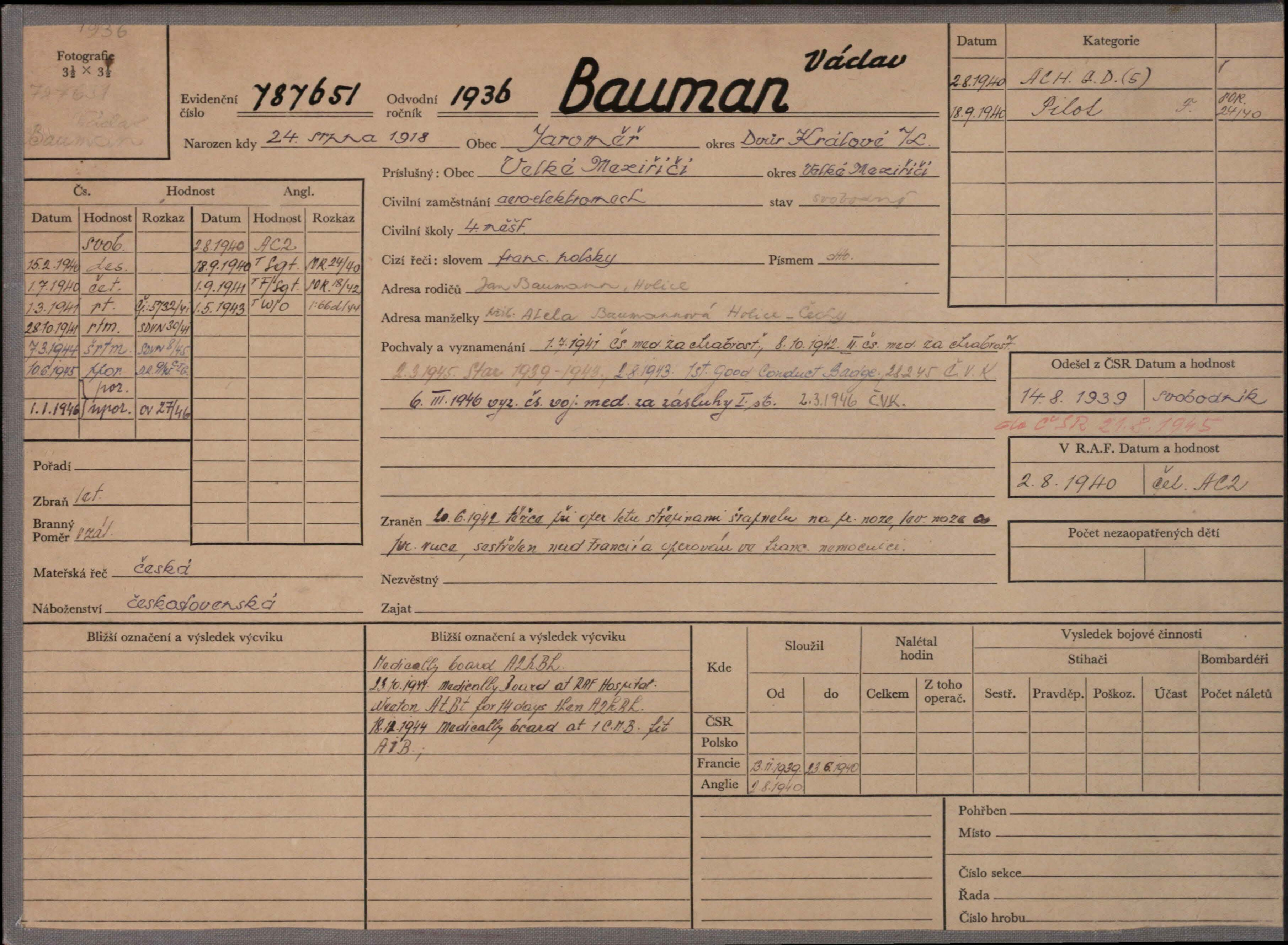
Letecká karta

### Sestřelen a zajat
20. červen se Václav Baumann nevrátil z operačního letu. Při doprovodu bombardovacích Bostonů nad Le Havre byl ve 14.05 hodin jeho Spitfire Mk. VB AB497 SD – mezi La Havre a Fécamp sestřelen Focke-Wulfem Fw 190 od I/JG 2. Baumann byl těžce raněn střepinami granátu na pravé noze, levé noze a pravé ruce. Ztrátou krve začal ztrácet vědomí, dokázal však vyskočit. Za několik sekund letoun explodoval. Sotva uvolnil padák, ztratil vědomí a probral jej až náraz na zem. S pomocí několika Francouzů, kteří nedaleko pracovali, se vyprostil z padáku. Ihned však dorazili němečtí vojáci, kteří ho sledovali za letu k zemi. Baumann byl zajat a odvezen do nemocnice Luftwaffe v St. Omer. Léčil se zde a v Hohenmarku. Po dvou měsících byl v srpnu 1942 předán do zajateckého tábora Stalag Luft (8) VIII B v Lamsdorfu u Vratislavi. Postupně prošel dalšími tábory: Stalag Luft I v Barthu (od září 1943), Stalag Luft IV B v Gross Tychau u Drážďan (od listopadu 1943) a Stalag Luft VI v Heiderkrugu (od února 1944).
V Anglii na českého letce nezapomněli. Ještě v den, kdy byl sestřelen a zajat byl přemístěn k 1. RAF Depol jako N/E Missing (nezvěstný). 8. října 1942 byl podruhé vyznamenán „Československou medailí Za chrabrost před nepřítelem“, 1. května 1943 byl Angličany povýšen do hodnosti W/O (Warrant Officer – ekvivalent našeho rotmistra, 2. srpna mu bylo uděleno anglické vyznamenání „Good Conduct Badge“ 1. stupně a 7. března 1944 byl povýšen do československé hodnosti štábního rotmistra letectva v záloze.

### Návrat do Anglie
Posledním Baumannovým zajateckým táborem byl od června roku 1944 tábor Annaburg. A právě do tohoto tábora přišla radostná zpráva. Mezinárodní komise pro repatriaci raněných zajatců oznámila, že mezi repatriovanými je i Václav Baumann. Němci totiž buď neodhalili, že je Čech a pokládali jej za Angličana, nebo ho chránila slova Churchilla, který Němce varoval, že za každého popraveného spojeneckého letce budou popraveni dva němečtí zajatci. Němci po tomto varování zastavili veškerá trestní řízení proti zajatým československým letcům s tím, že v nich budou pokračovat po vítězném skončení války. Baumann byl zařazen do výměny raněných zajatců mezi Anglií a Německem, kterou organizoval Mezinárodní červený kříž. Do Švédska, přes nějž byly repatriace prováděny, přijel 9. září 1944 na lodi „Grypshow“. Následující den odplul do Anglie a 16. září stanul po více než dvou letech znovu na anglické půdě v přístavu Liverpool. Ještě týž den odjel do Československého leteckého depa v Cosfordu, kde zůstal do konce války jako letecký instruktor.
Václav Baumann byl po příjezdu do Anglie za svoji statečnost a odvahu 28. února 1945 vyznamenán Československým válečným křížem, 2. března 1945 mu byla udělena medaile „Star 1939–1943“ a 10. června 1945 byl jmenován československým podporučíkem letectva v záloze.

### Konec války
Hned po skončení války se v květnu 1945 na čtrnáct dní podíval do Prahy. Natrvalo se do vlasti vrátil 21. srpna 1945. Hned za měsíc – 22. září – se v Praze oženil se slečnou Alelou, se kterou se seznámil v Anglii. Za nějaký čas se jim narodila dcera Jana. Manželství však Baumannovi dlouho nevydrželo. Po rozvodu dostal dceru do své péče a již nikdy se neoženil. 1. ledna 1946 byl povýšen na poručíka a nadporučíka letectva v záloze a 2. března byl vyznamenán druhým „Československým válečným křížem“.

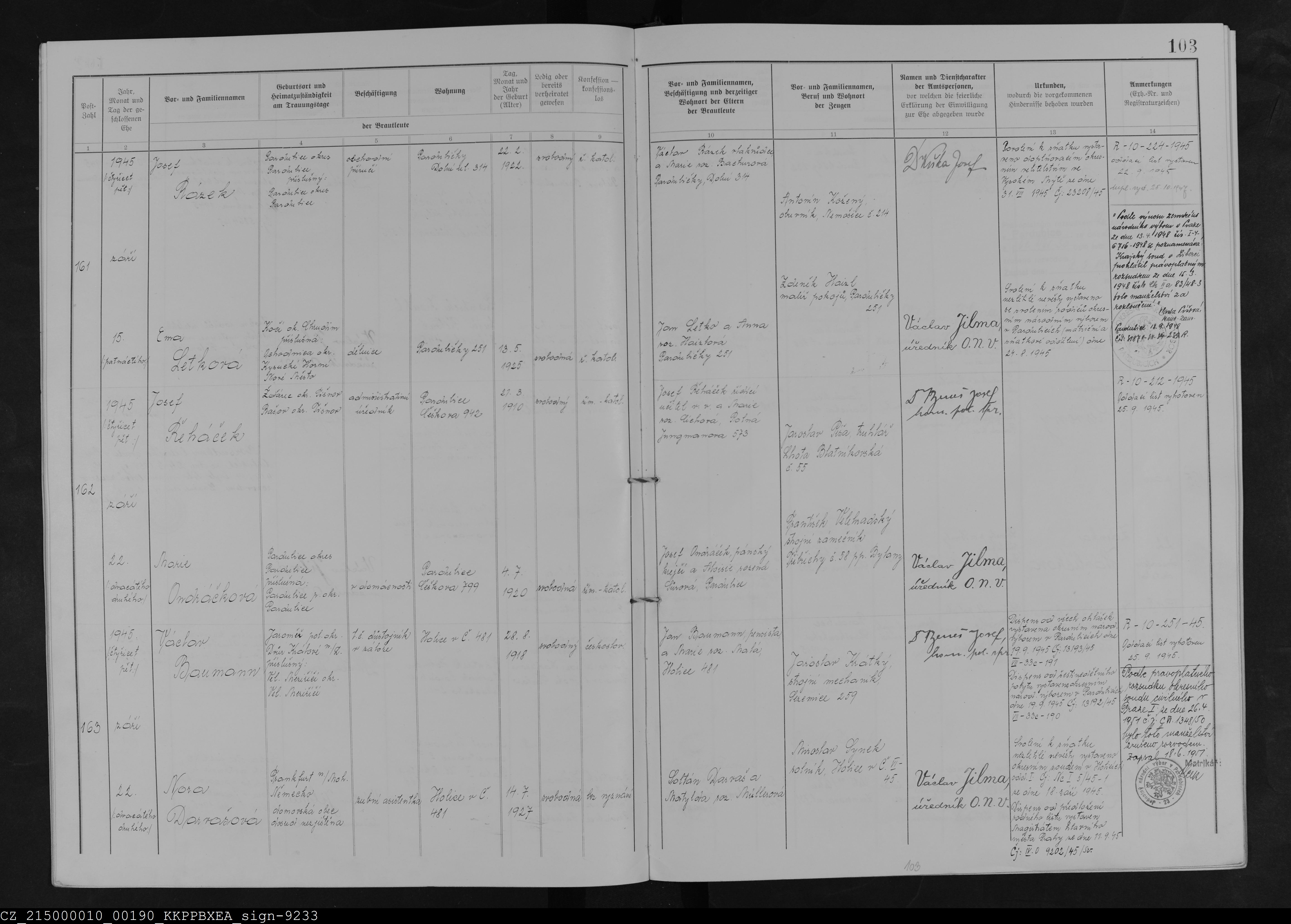
Záznam o sňatku pod pořadovým číslem 163

To se však již neúprosně blížil únor 1948 a s ním neblahá padesátá léta. I Baumann začínal mít za to, že byl letcem v Anglii, problémy. Měl být vystěhován z bytu a proto se v roce 1946 pokusil o sebevraždu. Až po tomto jeho zoufalém kroku dala Rada NV města Prahy vše do pořádku. Baumann stále ještě sloužil v letectvu, ale „stahovaly se nad ním mraky“. Po únoru 1948 byl z letectva propuštěn. Oproti jiným měl štěstí, že se vyhnul vězení. V roce 1965 byl rehabilitován a povýšen do hodnosti majora letectva. Celý život žil v Praze, kde také 24. dubna 1989 zemřel.

### Osud Baumannovy rodiny za války
Jistě je na místě zmínit se také o tom, jak se v Protektorátu vedlo Baumannově rodině. Po jeho odchodu do zahraničního odboje byla od 17. září 1942 internována v táboře ve Svatobořicích u Kyjova. Otce, který zde těžce onemocněl, odsud propustili 27. srpna, matku se sestrou až 22. ledna 1944.
Václav Baumann byl jedním z tisíců Čechů, kteří se nesmířili s německou okupací a rozhodli se bojovat se zbraní v ruce za svoji vlast na straně protihitlerovské koalice. Za vlast, která se k němu po skončení války zachovala jako macecha. Baumanna to však nezlomilo a nikdy svého činu nelitoval. Litoval však toho, že takových jako byl on nebylo mnohem víc.
Holice v roce 1991 jej jmenovaly čestným občanem města a od 1. ledna roku 2004 je po něm pojmenována jedna z ulic.